# Kalibukbuk
Kalibukbuk is een bestuurslaag in het regentschap Buleleng van de provincie Bali, Indonesië. Kalibukbuk telt 6418 inwoners (volkstelling 2010).